# Championnat de Gambie de football 2019-2020
Navigation
Édition précédente Édition suivante
La saison 2019-2020 du Championnat de Gambie de football est la cinquante-deuxième édition de la GFA League First Division, le championnat national de première division en Gambie. Les quatorze équipes engagées sont regroupées au sein d'une poule unique où elles affrontent deux fois leurs adversaires, à domicile et à l'extérieur. En fin de saison, les deux derniers du classement sont relégués et remplacés par les deux meilleurs clubs de deuxième division.

## Déroulement de la saison
La saison commence le 6 décembre 2019, après la 14e journée à la mi-mars le championnat est arrêté à cause de la pandémie de Covid-19. Le 21 mai 2020, la saison est définitivement abandonnée, aucun titre ne sera décerné, il n'y aura aucune relégation ni promotion pour la prochaine saison.

## Participants
- Banjul United
- Real de Banjul
- Marimoo FC
- Hawks FC
- Tallinding United
- Brikama United
- Armed Forces FC
- Fortune FC
- Gambia Ports Authority
- Gamtel FC
- Wallidan FC
- BK Milan FC
- Waa Banjul FC - Promu de D2
- Sporting Real Banjul - Promu de D2 le club est renommé Elite United

## Compétition

### Classement
Le classement est établi sur le barème de points suivant : victoire à 3 points, match nul à 1, défaite à 0.
| Rang | Équipe                 | Pts | J  | G | N  | P | Bp | Bc | Diff |
| ---- | ---------------------- | --- | -- | - | -- | - | -- | -- | ---- |
| 1    | Real de Banjul         | 29  | 14 | 8 | 5  | 1 | 20 | 10 | +10  |
| 2    | Armed Forces FC        | 23  | 14 | 6 | 5  | 3 | 12 | 6  | +6   |
| 3    | Gamtel FC              | 22  | 14 | 6 | 4  | 4 | 10 | 9  | +1   |
| 4    | Waa Banjul FC P        | 21  | 14 | 4 | 9  | 1 | 8  | 4  | +4   |
| 5    | Banjul United          | 20  | 14 | 4 | 8  | 2 | 15 | 9  | +6   |
| 6    | Gambia Ports Authority | 20  | 14 | 5 | 5  | 4 | 13 | 11 | +2   |
| 7    | Hawks FC               | 19  | 14 | 4 | 7  | 3 | 11 | 8  | +3   |
| 8    | Wallidan FC            | 17  | 14 | 2 | 11 | 1 | 7  | 6  | +1   |
| 9    | Brikama United T       | 15  | 14 | 2 | 9  | 3 | 15 | 16 | -1   |
| 10   | Tallinding United      | 13  | 14 | 2 | 7  | 5 | 8  | 11 | -3   |
| 11   | Fortune FC             | 13  | 14 | 1 | 10 | 3 | 7  | 11 | -4   |
| 12   | BK Milan FC            | 12  | 14 | 2 | 6  | 6 | 9  | 15 | -6   |
| 13   | Marimoo FC             | 12  | 14 | 2 | 6  | 6 | 9  | 18 | -9   |
| 14   | Elite United P         | 9   | 14 | 1 | 6  | 7 | 9  | 19 | -10  |

|  | Qualification pour la Ligue des champions de la CAF 2020-2021                          |
|  | Qualification pour la Coupe de la confédération 2020-2021                              |
|  | Relégation directe en deuxième division                                                |
|  | T : Tenant du titre C : Vainqueur de la Coupe de Gambie P : Promu de deuxième division |

- Le Real de Banjul premier lors de l'abandon du championnat décline l'offre de participation à la Ligue des champions de la CAF 2020-2021, le deuxième Armed Forces FC prend sa place dans cette compétition. La coupe nationale n'ayant pas été disputée, c'est le troisième qui se qualifie pour la Coupe de la confédération 2020-2021.

## Bilan de la saison
| Championnat de Gambie de football 2019-2020 |                   |
| Champion                                    | titre non décerné |
| Coupes et trophées                          |                   |
| Vainqueur de la Coupe de Gambie 2019-2020   | non disputée      |
| Qualifications continentales                |                   |
| Ligue des champions de la CAF 2020-2021     | Armed Forces FC   |
| Coupe de la confédération 2020-2021         | Gamtel FC         |
| Promotions et relégations                   |                   |
| Promus en First Division                    | Aucun             |
| Relégués en Second Division                 | Aucun             |